# أرفيد سترومبرغ
أرفيد سترومبرغ (بالسويدية: Arvid Strömberg)‏ هو لاعب هوكي الجليد سويدي، ولد في 30 يونيو 1991 في ستوكهولم في السويد.

## وصلات خارجية
- أرفيد سترومبرغ على موقع دوري الهوكي الوطني (الإنجليزية)
- أرفيد سترومبرغ على موقع EliteProspects.com (الإنجليزية)